# Remus Petcu
Remus Petcu (n. 29 iulie 1935, București) este un fost opozant al regimului comunist din România.

## Biografie
După absolvirea liceului s-a înscris la Facultatea de Medicină Generală a Institutului Medico-Farmaceutic din București. 

## Atitudine disidentă
În perioada când era student în anul IV a participat la mișcările revendicative ale studenților din București în 1956. A fost printre organizatorii unui miting de solidaritate în Piața Universității, programat pentru ziua de 15 noiembrie 1956. Studenții urmau să ceară satisfacerea unor revendicări cu caracter politic și social; era însă prevăzută și posibilitatea de transformare a mitingului într-o mișcare de răsturnare a regimului comunist, în cazul în care numărul participanților era mare. A fost arestat la 12 noiembrie 1956, fiind judecat în lotul "Ivasiuc". Prin sentința Nr. 481 din 1 aprilie 1957 a Tribunalului Militar București a fost condamnat la doi ani închisoare corecțională. A fost eliberat, după executarea sentinței, la 11 noiembrie 1958, însă prin decizia Ministerului Afacerilor Interne Nr 16010/1960 i s-a fixat domiciliu obligatoriu în localitatea Răchitoasa (azi dispărută, situată în apropiere de Giurgeni din județul Ialomița) pe o durată de un an.

## Emigrare
După eliberare și-a continuat studiile. În 1981 a emigrat în Germania. 